# Max Heer
Max Heer (Zürich, 10 maart 1944) is een Zwitsers voormalig voetballer die speelde als verdediger.

## Carrière
Heer startte zijn carrière bij derdeklasser Blue Stars Zürich waarmee hij in 1965 de promotie naar tweede klasse behaalde na een seizoen vertrok hij naar eersteklasser Young Fellows waar hij een seizoen speelde. Hij vertrok in 1967 naar  Young Boys Bern waar hij twee seizoen speelde alvorens naar FC Zürich te trekken. Daar maakte hij deel uit van de ploeg die drie opeenvolgende landstitels won en drie keer de beker.
Hij speelde drie interlands voor Zwitserland waarin hij niet tot scoren kwam.

## Erelijst
- FC Zürich
  - Landskampioen: 1974, 1975, 1976
  - Zwitserse voetbalbeker: 1972, 1973, 1976